# Ау (Шварцвальд)
Ау (нім. Au) — громада в Німеччині, знаходиться в землі Баден-Вюртемберг. Підпорядковується адміністративному округу Фрайбург. Входить до складу району Брайсгау-Верхній Шварцвальд.
Площа — 3,99 км2. Населення становить 1476 ос. (станом на 31 грудня 2020).

## Відомі люди
За однією з версій, з Ау походить Га́ртман фон А́уе (Hartmann von Aue) — видатний епічний і ліричний поет німецького середньовіччя.